# Ivanivka, Bila Țerkva
Ivanivka (în ucraineană Іванівка) este o comună în raionul Bila Țerkva, regiunea Kiev, Ucraina, formată numai din satul de reședință.

## Demografie
Componența lingvistică a comunei Ivanivka
     Ucraineană (98,87%)
     Rusă (1,13%)
Conform recensământului din 2001, majoritatea populației comunei Ivanivka era vorbitoare de ucraineană (98,87%), existând în minoritate și vorbitori de rusă (1,13%).